# Rona de Jos
Rona de Jos (Alsóróna en hongrois, Unterrohnen en allemand) est une commune roumaine du județ de Maramureș, dans la région historique de Transylvanie et dans la région de développement du Nord-Ouest.

## Géographie
La commune, composée du seul village de Rona de Jos, se situe au nord-est du județ, près de la frontière avec l'Ukraine, à 12 km à l'est de Sighetu Marmației, la capitale historique de la Marmatie et à 65 au nord-est de Baia Mare, la préfecture du județ.
La commune est traversée par la route nationale DN18 qui relie Sighetu Marmației avec le județ de Suceava, en Moldavie.

## Histoire
La première mention écrite du village date de 1350, à l'occasion de l'anoblissement de la famille Ulici.

## Politique
| Parti | Parti                                                 | Sièges |
| ----- | ----------------------------------------------------- | ------ |
|       | Parti social-démocrate (PSD)                          | 4      |
|       | Parti national libéral (PNL)                          | 4      |
|       | Alliance des libéraux et démocrates (ALDE)            | 1      |
|       | Parti Mouvement populaire (PMP)                       | 2      |
|       | Union nationale pour le progrès de la Roumanie (UNPR) | 1      |

## Démographie
En 1910, la commune comptait 1 624 Roumains (79,5 % de la population) et 404 Allemands (19,8 %).
En 1930, les autorités recensaient 2 236 Roumains (81,4 %) ainsi qu'une importante communauté juive de 477 personnes (17,4 %) qui fut exterminée par les Nazis durant la Seconde Guerre mondiale.
En 2002, la commune comptait 2 069 Roumains (98,1 %), 21 Tsiganes (0,99 %) et 17 Ukrainiens (0,80 %).
Lors du recensement de 2011, 95,1 % de la population se déclarent roumains (1,01 % déclarent une autre appartenance ethnique et 3,88 % ne déclarent pas d'appartenance ethnique).

### Religions
En 2002, la composition religieuse de la commune était la suivante :
- Chrétiens orthodoxes, 88,00 % ;
- Chrétiens évangéliques, 3,93 % ;
- Catholiques grecs, 3,74 % ;
- Adventistes du septième jour, 1,70 %.

## Économie
L'exploitation forestière, l'agriculture et le tourisme sont les bases de l'économie locale.

## Lieux et monuments
- Église en bois de 1655.